# ГЕС Ловер-Бейкер
ГЕС Ловер-Бейкер — гідроелектростанція у штаті Вашингтон (Сполучені Штати Америки). Знаходячись після ГЕС Аппер-Бейкер, становить нижній ступінь каскаду на річці Бейкер, яка дренує західний схил Каскадних гір та є правою притокою Скагіт (впадає до затоки П'юджет-Саунд, що пов'язана з Тихим океаном через протоку Хуан-де-Фука).
У межах проекту річку перекрили бетонною арковою греблею висотою 87 метрів та довжиною 162 метри, яка потребувала 168 тис м3 матеріалу. Вона утримує витягнуте на 11,3 км водосховище Лейк-Шеннон з площею поверхні 9 км2 та об’ємом 180 млн м3.
У 1925 році станцію ввели в експлуатацію з двома турбінами потужністю 19,8 МВт, до яких в 1960-му додали ще одну потужністю 64 МВт. За 5 років по цьому внаслідок зсуву машинний зал зазнав серйозних пошкоджень та були втрачені два перші гідроагрегати. Після проведеної відбудови станція відновила роботу з гідроагрегатом №3, потужність якого наразі становить 79 МВт. В 2010-2013 роках реалізували проект розширення, за яким встановили гідроагрегат №4 з турбіною типу Френсіс потужністю 30 МВт, котра живиться через відгалуження від існуючого підвідного тунелю.
Ресурс до машинних залів подається по прокладеному в лівобережному масиві тунелю довжиною біля 0,5 км з діаметром 7,9 метра, що забезпечує напір у 77 метрів (агрегат №3) або 74 метри (агрегат №4).